# Lunana
Lunana és un poble remot del districte de Gasa, al nord-oest de Bhutan. És la capital de Lunana Gewog. És també l'escenari de la pel·lícula Lunana, un iac a l'escola.
La població es dedica al comerç de bestiar i d'Ophiocordyceps sinensis, i conrea camps de blat, fajol, patates, raves i naps. Alguns habitants passen l'hivern a les valls a cotes més baixes atès que Lunana rep 2 metres de neu a l'any. El poble manté viva la cultura tradicional.